# Prunus salicina
El ciruelo chino o ciruelo japonés (Prunus salicina) es un pequeño árbol originario de China y domesticado en Japón , aunque en la actualidad también se cultiva en Corea, los Estados Unidos de América, Australia, en Europa y Chile.

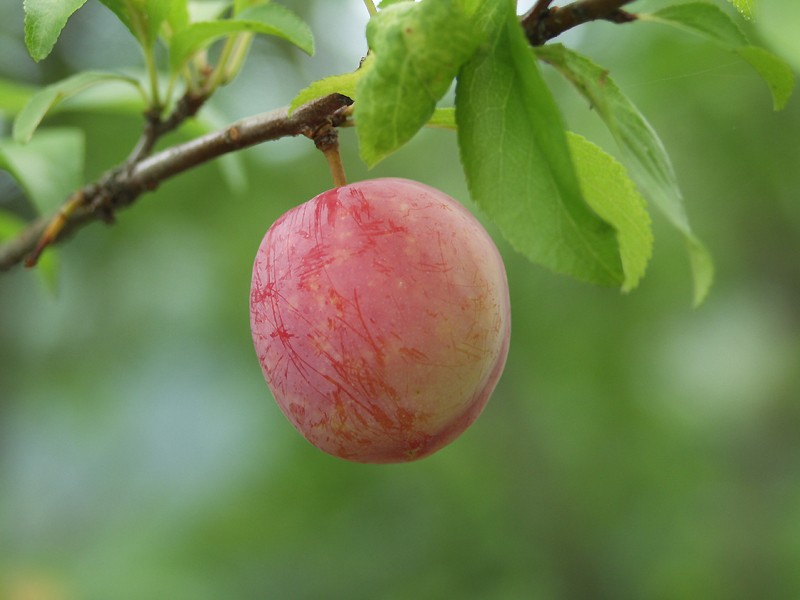
Prunus salicina "sumomo"

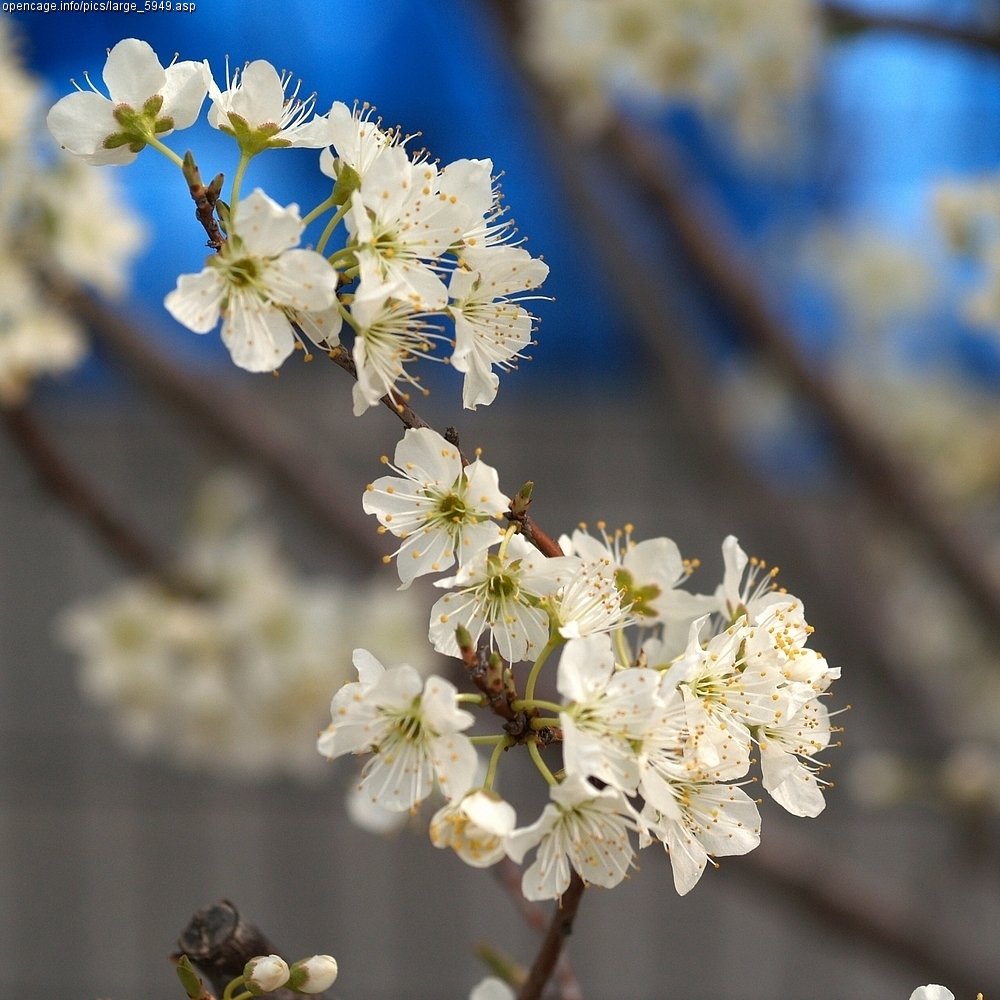
Flores.

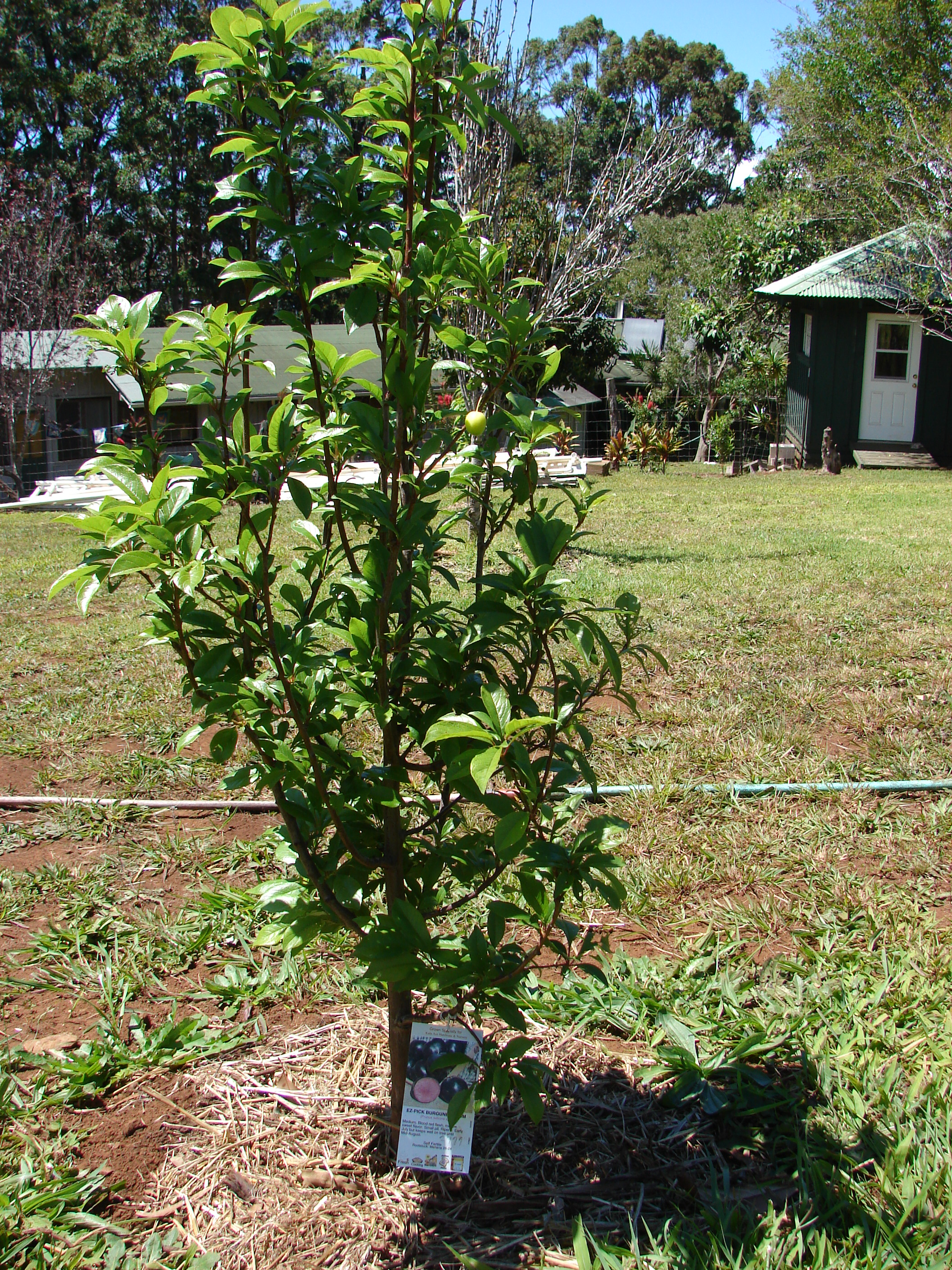
Vista de la planta.

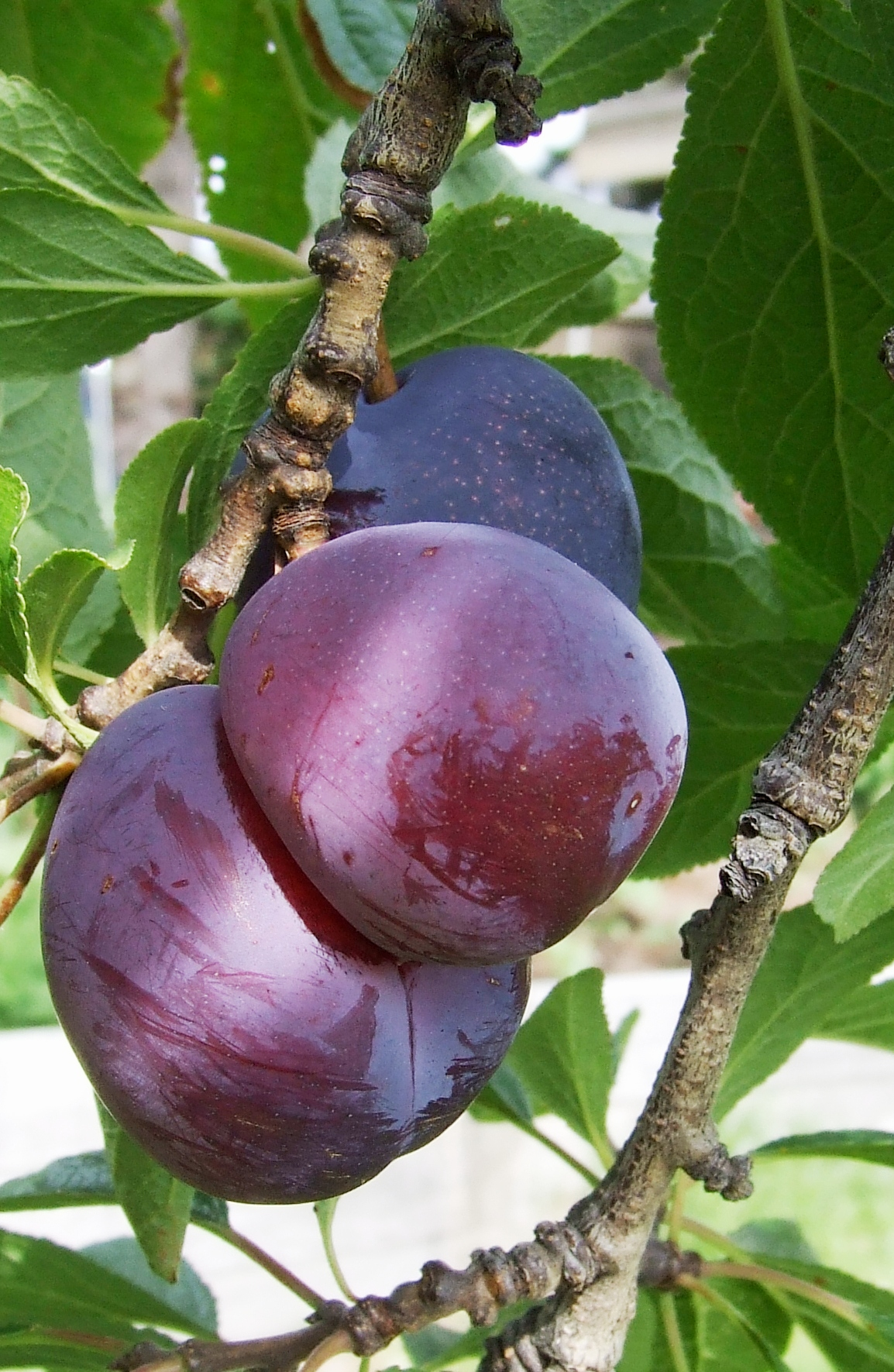
Fruto en el árbol.

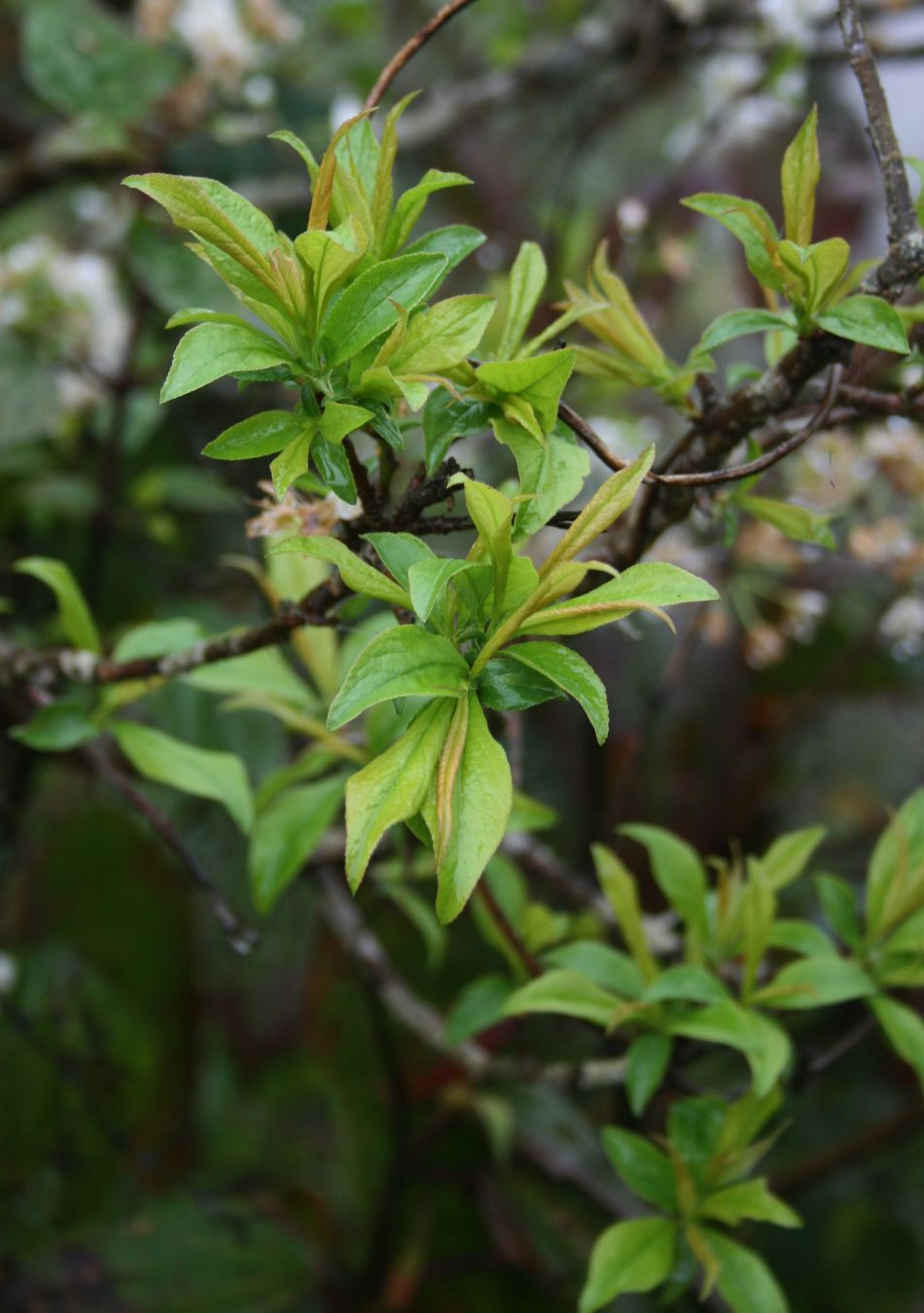
Hojas.

## Descripción
Crece hasta los 10 m de alto, sus brotes son rojizos. Las hojas son de 6 a 12 cm de longitud y de 2,5 a 5 cm de anchura, tienen los márgenes aserrados. Las flores aparecen en primavera y son de unos 2 cm de diámetro con cinco pétalos blanquecinos, es necesario la presencia de polinizantes (polinización cruzada) y un buen traslape de estos en floración. Este frutal necesita de 700 a 1000 horas frío para salir de su receso invernal, La fruta es una drupa de 4 a 7 cm de diámetro con la pulpa de color amarillo rosada; se recolecta en verano. Cuando está completamente madura se puede comer cruda y debido a su gran tamaño (gran cantidad de agua) es comercializada para consumo fresco.
Prunus salicina no se debe confundir con el Ume, el nombre japonés para Prunus mume, una especie de ciruela emparentada que también se cultiva en Japón, Corea y China. Otro árbol, el Prunus japonica, es también una especie separada a pesar de que su nombre científico en latín (japonica) es parecido al nombre vulgar de Prunus salicina (japonés).

## Usos

### Cocina
A nivel mundial, la mayor parte de la producción de ciruelas japonesas se consume en fresco. En el Hemisferio Norte, las primeras frutas aparecen en el mes de julio y suele haber en el mercado hasta el mes de septiembre.
Este tipo de ciruela es la más abundante en el mercado para consumo directo (fresco). Las variedades de ciruelo europeo se cultivan mucho menos que las de ciruelo japonés, y sus frutos se destinan prioritariamente a la industrialización (por ejemplo, para la obtención de ciruelas desecadas).
En China se usa para la venta de fruta caramelizada, con azúcar, sal, y licor. En Japón, también se utiliza cuando la ciruela esta a medio madurar como aromatizante de un licor llamado shumo shu,photo en China también se hace un licor con los frutos.

### Medicina
Los frutos (la ciruela) también se usan en la Medicina china tradicional. También son una fuente natural de antioxidantes.

## Cultivo
En China se cultivan muchas variedades de Prunus salicina, algunas son híbridas entre esta y otras especies. Prunus salicina también está muy extendida en los cultivos de Japón y Corea. También se ha extendido su cultivo a muchos otros países. Por ejemplo, está ampliamente cultivada en Australia, y domina la industria de frutas de hueso en Australia occidental . La mayoría de las ciruelas vendidas como fruta fresca en los Estados Unidos y en Europa son variedades de P. salicina. Las antiguas variedades de esta especie fueron mejoradas en Japón y posteriormente introducidas en los Estados Unidos en la última mitad del siglo XIX, donde variedades obtenidas por sucesivas mejoras de aquellas introducidas son vendidas en el mercadp actual. Muchas de estas variedades obtenidas en Estados Unidos han sido exportadas a otros países incluido de nuevo Japón, su ancestral lugar de origen. Las variedades asiáticas antiguas producen fruta algo pequeña, mientras que las modernas variedades vendidas en Japón, Australia, Estados Unidos y Europa son más grandes.
En España esta especie de ciruela ha sustituido en gran medida a la ciruela europea.
Entre las variedades de ciruela japonesa más cultivadas en España están: Red Beaut, Santa Rosa, Angeleno, Laroda, etc.
Los patrones más utilizados en el cultivo del ciruelo son:
- Ciruelo mirobolano (Prunus cerasifera).Originaria de Asia occidental
- Ciruelo marianna  (Prunus cerasifera × Prunus munsoniana)
- Ciruelo pollizo de Murcia (Prunus insititia)

Aunque también se puede injertar por ser compatible sobre almendro, melocotonero y otros frutales de hueso. Pero no se suele usar por no dar tan buen resultado como los anteriores.
En España según el Ministerio de Medio Ambiente y Medio Rural y Marino, en 2006 había 20.520 ha de ciruelo. Las principales provincias productoras son Murcia con 4.322 ha, Badajoz con 4.050 ha y Valencia con 2.853 ha.

## Conservación del fruto
La mayoría de las variedades de ciruela japonesa tienen un comportamiento climatérico, aunque existen cultivares con comportamiento no climatérico. Las condiciones óptimas de conservación son 0 °C y humedad relativa de 90-95 %. En esas condiciones, la vida en postcosecha varía entre 2 y 5 semanas, según las variedades.

## Taxonomía
Prunus salicina fue descrita por John Lindley y publicado en Transactions of the Horticultural Society of London 7: 239, en el año 1828.
Etimología
Ver: Prunus: Etimología
salicina: epíteto latíno que significa "sauce".
Variedades aceptadas
- Prunus salicina var. pubipes (Koehne) L.H. Bailey
- Prunus salicina var. salicina

Sinonimia
var. pubipes (Koehne) L.H.Bailey
- Prunus triflora var. pubipes Koehne[6]

var. salicina
- Prunus botan André
- Prunus gymnodonta Koehne
- Prunus ichangana C.K. Schneid.
- Prunus staminata Hand.-Mazz.
- Prunus thibetica Franch.
- Prunus triflora Roxb.
- Prunus triflora var. spinifera Koehne[7]